# Karma: Curse of the 12 Caves
Pour les articles homonymes, voir Karma (homonymie).
Karma: Curse of the 12 Caves (chinois simplifié : 塔克拉玛干—敦煌传奇 ; pinyin : Taklamakan: Dunhuang Chuanqi) est un jeu vidéo d'aventure graphique sortie en 1995. Il est très similaire à Myst.

## Réception
Karma: Curse of the 12 Caves reçoit divers avis : la version Windows reçoit par Just Adventure un B tendit que Adventure Classic Gaming lui accorde 1 étoile sur 5.
La version Windows 3.x Reçoit 65 sur 100 par PC Games.
La version Macintosh reçoit 2 sur 5 par High score.

## Réédition
Une réédition de ce jeu nommée Quest for Karma éditée 3 ans plus tard par DreamCatcher sur Windows 9x